# خورخي ريوس (لاعب كرة قدم)
خورخي ريوس هو لاعب كرة قدم بيروفي، ولد في 7 ديسمبر 1999.